# Next Generation ATP Finals
El Next Generation ATP Finals és un torneig de tennis professional masculí que es disputa anualment al final de cada temporada, amb la participació dels vuit millors jugadors individuals del rànquing mundial de l'ATP de 21 anys o inferior. Actualment se celebra al novembre al PalaLido Allianz Cloud de Milà, Itàlia.

## Història
El torneig es va inaugurar en el palau Fieramilano de Milà, però a la tercera edició es va traslladar a la seu actual del PalaLido Allianz Cloud de la mateixa ciutat.

## Format
La competició es disputa en cinc dies seguint el format de les ATP Finals, una ronda prèvia amb dos grups de quatre tennistes i en format de Round Robin, els dos primers classificats dels grups s'enfronten a semifinals, el primer d'un grup contra el segon de l'altre grup, i els dos vencedors de semifinals s'enfronten en la final. Només es disputa en categoria individual, els set millors tennistes de la temporada de 21 anys o menors (s'utilitza la classificació Emirates ATP Race to Milan) més un tennista convidat per l'organització.
Aquest torneig es va utilitzar per introduir diverses innovacions en les normes. Aquests canvis inclouen la disputa màxima de cinc sets de quatre jocs cada un, tie-break al mínim de 3 punts, l'eliminació de punts d'avantatge en el deuce (elecció del costat per part del receptor) i l'eliminació del let en el servei. També es van canviar diverses normes respecte el temps, el partit comença cinc minuts després que el segon jugador entri a pista, 25 segons màxim entre la finalització d'un punt i l'inici del següent i un únic temps mort per raons mèdiques.
El torneig disposa d'una bossa de premis de 1.275.000 dòlars però per contra no ofereix cap punt pel rànquing.

## Palmarès
| Localització | Any  | Campió                                            | Finalista                                         | Resultat                                          |
| ------------ | ---- | ------------------------------------------------- | ------------------------------------------------- | ------------------------------------------------- |
| Jiddah       | 2024 | João Fonseca                                      | Learner Tien                                      | 2−4, 4−3(8), 4−0, 4−2                             |
| Jiddah       | 2023 | Hamad Medjedovic                                  | Arthur Fils                                       | 3−6(6), 4−1, 4−2, 3−4(9), 4−1                     |
| Milà         | 2022 | Brandon Nakashima                                 | Jiří Lehečka                                      | 4−3(5), 4−3(6), 4−2                               |
| Milà         | 2021 | Carlos Alcaraz                                    | Sebastian Korda                                   | 4−3(5), 4−2, 4−2                                  |
| Milà         | 2020 | Torneig suspès a causa de la pandèmia de COVID-19 | Torneig suspès a causa de la pandèmia de COVID-19 | Torneig suspès a causa de la pandèmia de COVID-19 |
| Milà         | 2019 | Jannik Sinner                                     | Alex de Minaur                                    | 4−2, 4−1, 4−2                                     |
| Milà         | 2018 | Stéfanos Tsitsipàs                                | Alex de Minaur                                    | 2−4, 4−1, 4−3(3), 4−3(3)                          |
| Milà         | 2017 | Chung Hyeon                                       | Andrei Rubliov                                    | 3−4(5), 4−3(2), 4−2, 4−2                          |